# Antoledzie
Antoledzie (lit. Antaliedė) – wieś na Litwie, w okręgu wileńskim, w rejonie święciańskim, w gminie Kołtyniany.
Dawniej używana nazwa – Antoledzie I.

## Historia
W czasach zaborów wieś włościańska w gminie Łyngmiany, w powiecie święciańskim, w guberni wileńskiej Imperium Rosyjskiego. W 1866 roku miała 24 dusze rewizyjne, należała do dóbr skarbowych Łyngmiany. W 1905 roku liczyła 63 mieszkańców, 130 dziesięcin.
W dwudziestoleciu międzywojennym wieś leżała w Polsce, w województwie wileńskim, w powiecie święciańskim, w gminie Kołtyniany.
W 1931 w 19 domach zamieszkiwały 134 osoby.
Od 1945 roku w Litewskiej Socjalistycznej Republice Radzieckiej.
Od 1990 na niepodległej Litwie.